# Glympis holothermes
Glympis holothermes là một loài bướm đêm trong họ Erebidae.